# América Central
A América Central (em castelhano:  América Central, Centroamérica) é um subcontinente da América limitado ao norte pela Península de Iucatã, no México e ao sul pela Colômbia, limitado a Oeste com o Oceano Pacífico e a Leste com o Oceano Atlântico. Apesar de considerada um dos subcontinentes da América, esta região localiza-se numa placa tectónica própria: a Placa Caribeana. Assim, é formada pela faixa central do continente americano compreendendo os Estados soberanos ístmicos e antilhanos mais as dependências situadas no mar do Caribe (ou mar das Caraíbas).
Existem montanhas ao longo de toda a região, sendo que as situadas ao sul são uma continuação dos Andes; a mais alta é o monte Tajumulco, na Guatemala, com 4 220 metros de altitude. A maioria é vulcânica, pois a região fica numa junção entre uma placa de crosta e uma perigosa zona de terremotos. Os dois grandes lagos da Nicarágua interrompem a cadeia. O clima é tropical, embora acima de 760 m a temperatura seja mais amena e haja o cultivo do café. Cria-se gado, especialmente em Honduras. Nos outros lugares a cinza vulcânica fertilizou a terra possibilitando a lavoura de bananas, cana-de-açúcar, milho e frutas. As montanhas do Pacífico descem íngremes em direção à costa, enquanto na direção do norte e do leste, na península de Yucatan e nas planícies costeiras, descem suavemente em direção ao mar. No leste a chuva é pesada; os rios trazem grandes quantidades de limo e há uma floresta densa atrás dos mangues das praias. A região possui grandes depósitos de petróleo e gás, assim como de prata e ouro.
Já era povoada por diversos povos ameríndios quando os primeiros europeus aí chegaram, no começo do século XVI. Sua colonização de origem europeia foi iniciada a partir das colônias caribenhas de Hispaniola e Cuba. De 1535 a 1810, a América Central, com exceção do Panamá, fez parte do Vice-Reino da Nova Espanha e ficou sob jurisdição do vice-rei que governava a partir da Cidade do México.
Com a independência dos países da América Central Ístmica da Espanha, em 1821, a maior parte da área foi anexada até 1822 ao Império Mexicano de Augustín de Iturbide. De 1823 a 1838, tentou uma confederação política, a União das Províncias da América Central (Costa Rica, Guatemala, Honduras, Nicarágua e El Salvador), mas esta foi derrubada pela rivalidade entre grupos liberais e conservadores e por ciúmes regionais. Em 1839 a unidade política foi extinta. Caudilhos militares dominaram no restante do século XIX. O aventureiro americano William Walker invadiu a Nicarágua (1855-1857). Os britânicos ocuparam San Juan del Norte (1848) e as ilhas da baía de Honduras, a fim de conseguir o controle da costa de Mosquito e bloquear os planos americanos de construir um canal interoceânico, enquanto exerceram pressão diplomática para assegurar ao uso do canal em toda a região. Em 1951, formou-se a Organização dos Estados Centro-Americanos, para ajudar as resolver os problemas em comum. A Comissão Econômica para a América Latina, órgão das Nações Unidas, encorajou a cooperação em assuntos de produção, tarifas e comércio entre os países membros da Associação Latino-Americana de Livre Comércio (que passou a se chamar, em 1980, Associação para Integração Latino-Americana) e o Mercado Comum Centro-Americano.

## História

### Povoamento

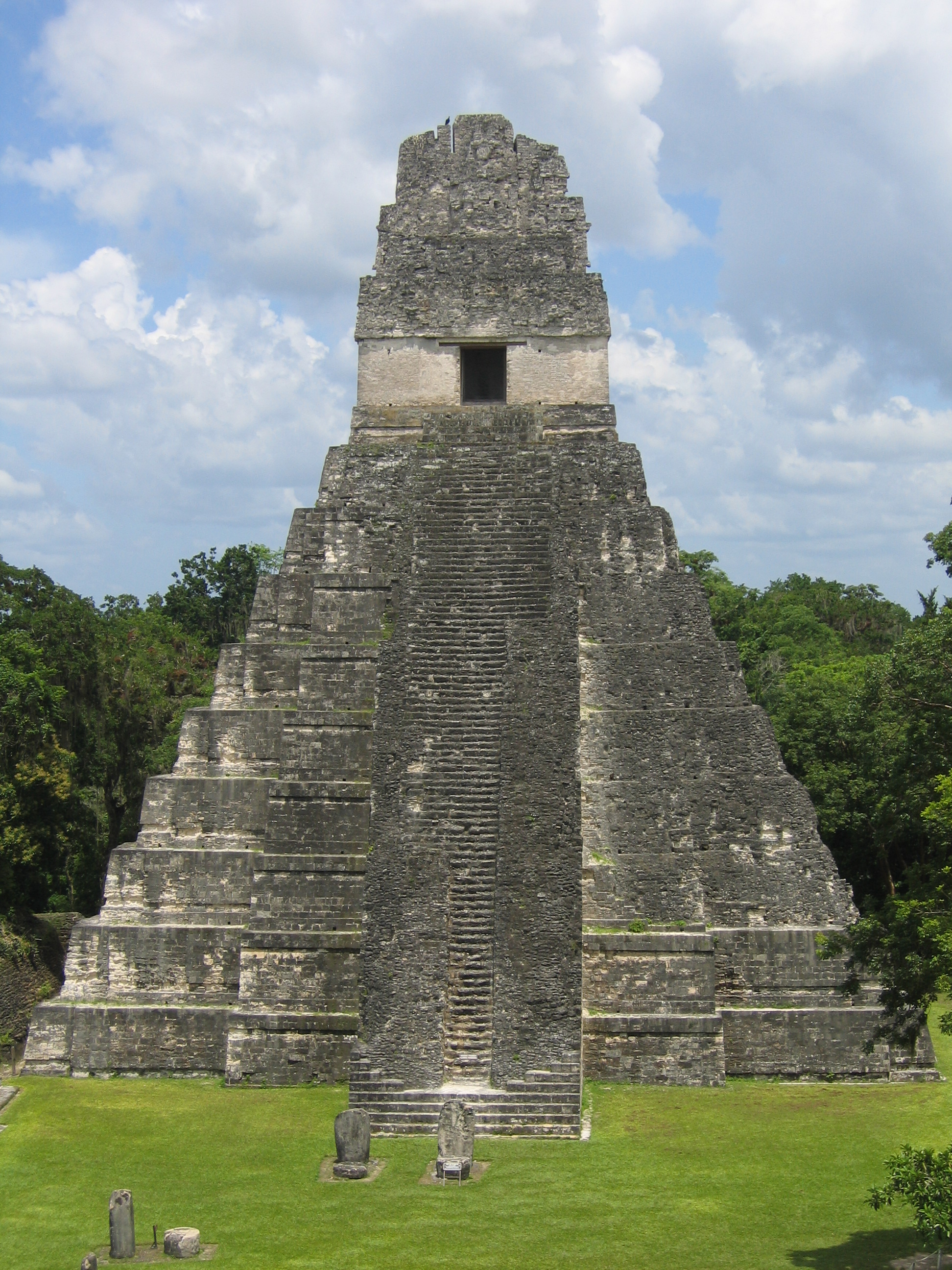
Pirâmide de Tikal na Guatemala.

Na América Central, especialmente na Guatemala, Belize, além do sul do México e norte da península de Iucatã (já na América do Norte), floresceu uma das mais notáveis civilizações indígenas: a civilização maia, cujo adiantamento no campo das ciências e das artes, bem como no âmbito da organização política, social e religiosa, é universalmente reconhecido. A história dos quíchuas, que falavam um dialeto maia, foi preservada no Popol Vuh, obra escrita por um nativo pouco depois da conquista espanhola, e a dos maias e chorotegas, que habitavam a região localizada junto à fronteira entre Honduras e Guatemala, pode ser reconstituída a partir de documentos arqueológicos gravados em pedras. Além desses, outros povos que tiveram civilizações avançadas foram os toltecas e os cackiquelos.

### Exploração
O litoral atlântico da América Central começou a ser explorado após a quarta viagem de Cristóvão Colombo (1502), que dele tomou posse em nome da coroa espanhola. Vasco Núñez de Balboa descobriu o Pacífico a 25 de setembro de 1513. Gaspar de Espinosa, Juan de Castañeda, Fernando Ponce e Gil González Dávila prosseguiram no reconhecimento do litoral. A conquista da região foi, porém, empresa de Hernán Cortés, Pedro de Alvarado, Pedro Arias de Ávila (Pedrarias), Cristóvão de Olid, Francisco de Montejo, Álvaro de Cáceres, Fernando Sánchez de Badajoz, Francisco Hernandes de Córdoba, Diego de Nicuesa e Juan Vázques de Coronado. A vitória final foi alcançada em 1526 por Pedro de Alvarado, onde aprisionou dois monarcas indígenas, tirando-lhes a resistência. A conquista espiritual, completando a façanha militar, foi obra de frei Bartolomeu de las Casas e outros religiosos.

### Colonização
Santiago de los Caballeros de Guatemala, fundado a 25 de julho de 1524 por Alvarado, foi o primeiro núcleo urbano da região. A cidade de San Salvador é de 1525. Durante o período colonial, toda a América Central estava incluída na Capitania Geral da Guatemala, que por sua vez integrava o vice-reinado do México, denominado Nova Espanha. Em consequência da expansão colonial surgiram na região diversos núcleos demográficos, como Honduras, León, Granada, San Gil de Buena Vista, Gracias a Díos, Panamá, Nova Valladolid, Cartago, Ciudad Real e Tegucigalpa. A rivalidade entre os conquistadores resultou em sangrentos conflitos, enquanto corsários e piratas intranquilizavam constantemente a capitania. Os ingleses estabeleceram-se na costa atlântica, com feitorias, para a exploração de pau-campeche, constituindo a colônia de Belize, apesar dos esforços feitos pelos espanhóis para recuperar a região.
A consciência autonomista começou a formar-se na segunda metade do século XVIII, mas somente se concretizou politicamente na terceira metade do século XIX, com a constituição das Províncias Unidas da América Central.

### Independência

Evolução política da América Central e do Caribe.

Sob a influência e os movimentos independentistas do resto da América continental sem luta nem guerra em 1821, a América Central, declarou sua independência da Espanha, que entrou em vigor em 15 de setembro desse ano. A data é ainda considerada como um dia de independência por todas as nações da América Central, exceto para Panamá que comemora em 28 de novembro sua independência da Espanha. Capitão geral espanhol, Gabino Gainza, atuou como líder interino até que um novo governo foi formado. A independência foi de curta duração, desde que foi anexado ao Primeiro Império Mexicano de Augustín de Iturbide em 5 de janeiro De 1822. Os liberais centro-americanos se opuseram a esta abordagem, mas um exército mexicano sob o comando do general Vicente Filisola ocupou a Cidade da Guatemala e acalmou a situação.
Quando o México se tornou uma república no ano seguinte, possibilitou à América Central determinar o seu próprio destino. Em 1 de julho de 1823, o Congresso da América Central declarou a independência absoluta da Espanha, do México, e de qualquer outra nação estrangeira e um sistema de governo republicano foi estabelecido.
A América Central, defendeu a criação dos direitos humanos e dos seus cidadãos, abolida de maneira total e permanente a escravidão, fato histórico, não pode ser devidamente reconhecido em todo o continente.

### Época republicana

Bandeira das Províncias Unidas da América Central.

Historicamente, a região era formada por Guatemala, Honduras, El Salvador, Nicarágua e Costa Rica por causa de sua história em conjunto e ter feito parte das Províncias Unidas da América Central. Assim, a América Central seria composta por cinco estados hispânicos (Guatemala, Honduras, Costa Rica, El Salvador e Nicarágua), que fazia parte da capitania geral da Guatemala e as Províncias Unidas da América Central. Vale ressaltar que o estado mexicano de Chiapas, que era o território da Guatemala, ao ter antigamente o intervalo da ex-Audiência Real, a América Central se uniu ao Primeiro Império Mexicano de Iturbide em 1823, ao separar-se Guatemala daquele último, Chiapas que finalmente através de um referendo, se incorporou ao México. Guatemala cedeu unicamente a região de Soconusco.
Dos países mais jovens, Panamá e Belize, não dividem a história comum da América Central, já que o Panamá fez parte da Colômbia e Belize por sua parte, foi uma colônia do Reino Unido.
Outra noção, associada à América Central é a das Províncias Unidas da América Central, e sob este conceito se define uma realidade histórica, que se determinou a partir da formação e extinção do antigo vice-reino da Nova Espanha e as Províncias Unidas da América Central (que incluía o antigo estado de Los Altos), pelo que com este fim se conhece a Guatemala, Honduras, El Salvador, Nicarágua e Costa Rica.
A exclusão do Panamá no mencionado projeto centro-americano se deve a filiação histórica do território do istmo panamenho ao continente sul-americano mediante a estrutura administrativa colonial, primeiro do vice-reino do Peru, logo do vice-reino da Nova Granada e posteriormente graças à assimilação de seu território à Colômbia desde 1821 até sua separação em 1903.
O Panamá não fez parte dos projetos integracionistas da América Central, até sua incorporação voluntária ao Parlamento Centro-Americano em 1992.
Atualmente, a República Dominicana está bastante integrada aos vizinhos ístmicos, já que é membro do Sistema de Integração Centro-Americana, um órgão encarregado de facilitar a integração da região, do Parlamento Centro-Americano e do Tratado de Livre Comércio entre Estados Unidos, América Central e República Dominicana.

## Política

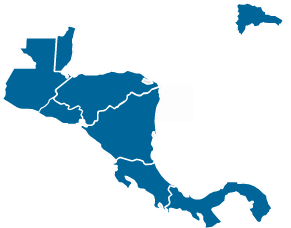
Países-membros da SICA.

Símbolo da SICA.

A América Central está atravessando um processo da transformação política, econômica e cultural que começou em 1907 com a criação do Tribunal de Justiça Centro-Americano. Em 1951 o processo de integração continuou com a assinatura do Tratado de San Salvador que criou a ODECA, a Organização dos Estados Centro-Americanos. Infelizmente, a ODECA não foi completamente próspera devido a conflitos internos entre vários Estados da região.
Foi até 1991 que a agenda de integração foi concluída com a criação do SICA, Sistema da Integração Centro-Americana. A SICA, forneceu uma base legal clara para evitar discrepâncias entre os estados membros. O grupo de membros da SICA inclui as oito nações da América Central (os sete do istmo mais a República Dominicana).
No dia 6 de dezembro de 2008 a SICA anunciou um acordo, para estabelecer uma moeda comum e o passaporte comum dos países-membros. Nenhuma linha do tempo da implementação foi discutida.

Membros
Associados
Observadores

América Central já tem várias instituições supranacionais como o Parlamento Centro-Americano, o Banco Centro-Americano da Integração Econômica e o Mercado Comum Centro-Americano.
Para além dessas organizações, destaca-se a Comunidade do Caribe, que agrupa as ex-colônias não hispanófonas e sucedeu a Associação de Livre Comércio do Caribe; o Acordo de Cotonou que foi firmado entre os países ACP (África-Caribe-Pacífico); a Organização dos Estados do Caribe Oriental.
Há ainda a Associação dos Estados do Caribe, a mais abrangente organização centro-americana, que abarca ainda os países do norte da América do Sul (Colômbia, Venezuela, Guiana e Suriname) e o México.

### Política externa
Até há pouco, todos os países centro-americanos mantiveram relações diplomáticas com a República da China (ou Taiwan) em vez da República Popular da China. O presidente Óscar Arias da Costa Rica, contudo, estabeleceu relações diplomáticas com a República Popular da China em 2007, rompendo laços diplomáticos formais com a República da China (ou Taiwan).

Divisão política da América Central.

## Subdivisões

### Países
Na sua definição mais comum, a América Central é composta pelos seguintes vinte países (por ordem alfabética):
| Países                   | Área (km²) | População (aproximadamente) | Densidade populacional (por km²) | IDH (2018) | Capital          |
| ------------------------ | ---------- | --------------------------- | -------------------------------- | ---------- | ---------------- |
| Antígua e Barbuda        | 441        | 89.985                      | 197                              | 0,780      | Saint John's     |
| Bahamas                  | 13.940     | 401.060                     | 23                               | 0,807      | Nassau           |
| Barbados                 | 431        | 279.254                     | 647                              | 0,800      | Bridgetown       |
| Belize                   | 22.965     | 294.385                     | 13                               | 0,708      | Belmopan         |
| Costa Rica               | 51.100     | 4.133.884                   | 81                               | 0,794      | São José         |
| Cuba                     | 109.884    | 11.167.325                  | 102                              | 0,777      | Havana           |
| Dominica                 | 754        | 72.003                      | 105                              | 0,715      | Roseau           |
| El Salvador              | 21.041     | 6.948.073                   | 330                              | 0,674      | São Salvador     |
| Granada                  | 344        | 90.550                      | 260                              | 0,772      | Saint George's   |
| Guatemala                | 108.890    | 15.472.156                  | 117                              | 0,650      | Cd da Guatemala  |
| Haiti                    | 27.750     | 9.996.731                   | 292                              | 0,498      | Porto Príncipe   |
| Honduras                 | 112.492    | 8.098.263                   | 67                               | 0,617      | Tegucigalpa      |
| Jamaica                  | 10.991     | 2.950.210                   | 252                              | 0,732      | Kingston         |
| Nicarágua                | 120.254    | 6.082.447                   | 44                               | 0,658      | Manágua          |
| Panamá                   | 75.517     | 3.694.190                   | 41                               | 0,789      | Cd do Panamá     |
| República Dominicana     | 48.442     | 9.378.818                   | 183                              | 0,736      | Santo Domingo    |
| Santa Lúcia              | 617        | 162.178                     | 269                              | 0,747      | Castries         |
| São Cristóvão e Neves    | 261        | 54.191                      | 164                              | 0,778      | Basseterre       |
| São Vicente e Granadinas | 389        | 120.000                     | 204                              | 0,723      | Kingstown        |
| Trinidad e Tobago        | 5.128      | 1.346.350                   | 254                              | 0,784      | Porto de Espanha |

A América Central Continental tem uma área de aproximadamente 522 760 km², e a sua dimensão entre o oceano Pacífico e o mar do Caribe varia de 50 quilômetros a 560 quilômetros (aproximadamente).
Os países e territórios do Caribe tem cerca de 239 000 km² de área terrestre.

### Dependências
- Estados Unidos
  -  Ilha Navassa
  -  Porto Rico
  -  Ilhas Virgens dos Estados Unidos
- França
  -  São Bartolomeu
  -  São Martinho Francês
- Países Baixos
  -  Aruba (por vezes considerada como território da América do Sul)
  -  Curaçau (por vezes considerada como território da América do Sul)
  -  São Martinho Neerlandês
  -  Países Baixos Caribenhos
- Reino Unido
  -  Anguila
  -  Ilhas Caimã (português brasileiro) ou Ilhas Caimão (português europeu)
  -  Monserrate
  -  Turcas e Caicos
  -  Ilhas Virgens Britânicas

Outras classificações podem ainda incluir a Ilha de Clipperton (França).

### Outros territórios
Territórios ultramarinos ou insulares que fazem parte dos seus respectivos países não constituindo, portanto, dependências
- França
  -  Guadalupe
  -  Martinica
- Países Baixos
  -  Bonaire
  -  Saba
  -  Santo Eustáquio
- Venezuela
  -  Ilha das Aves
- Colômbia
  -  Colômbia Ilha de San Andres e Providencia

## Geografia

### Geologia e relevo

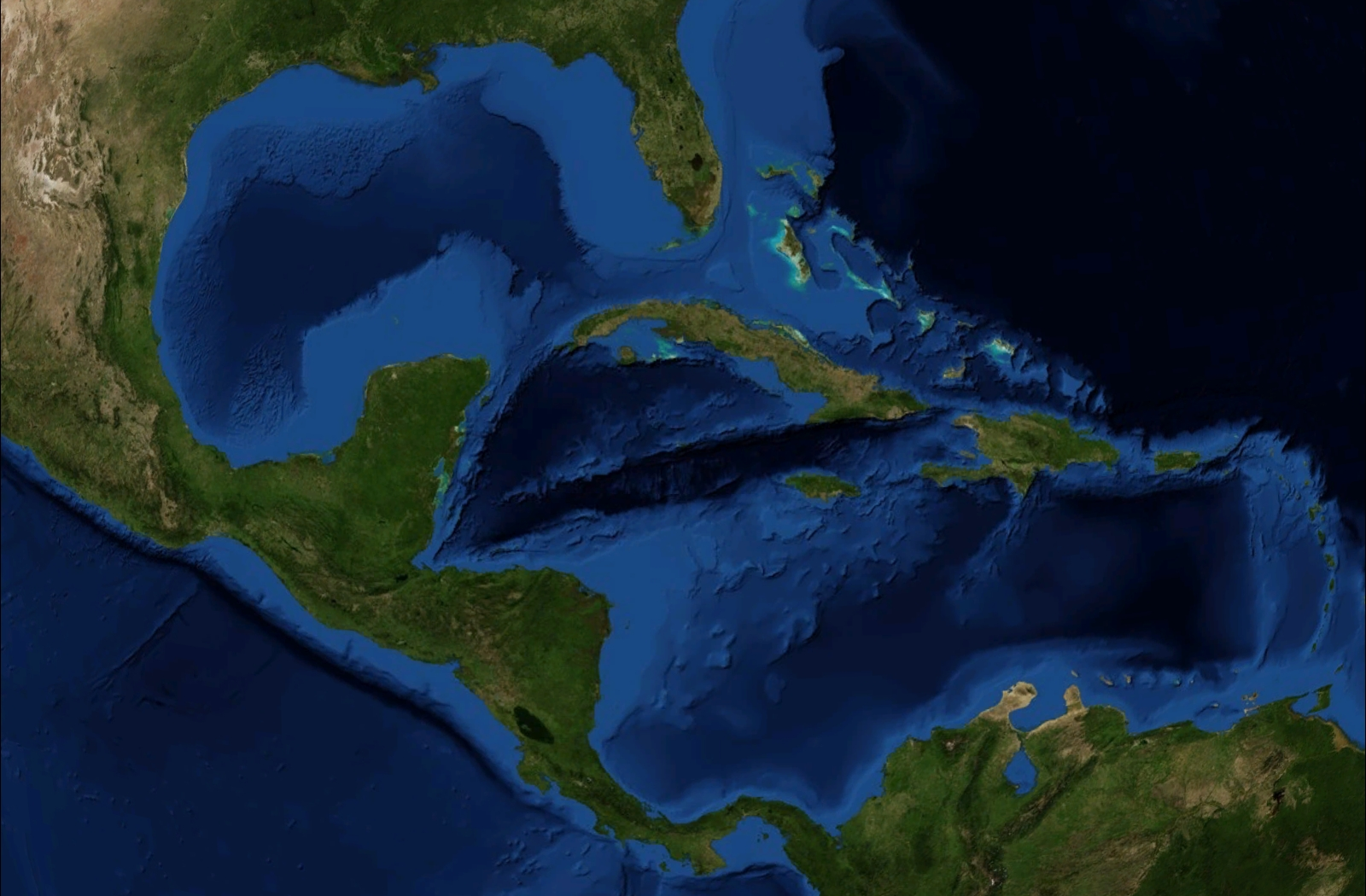
Imagem de satélite da América Central.

A região possui basicamente dois grandes sistemas de montanhas. Ao norte, o relevo é mais complexo, em conseqüência da ação erosiva, tendo o embasamento cristalino, que o constitui, sofrido também a influência de dobramentos posteriores, de que resultaram as cadeias de montanhas de Honduras e da Guatemala, os elevados planaltos de Chiapas e a plataforma de Yucatán. Ao sul, o arco montanhoso é mais pronunciado, apresentando-se o embasamento cristalino com enrugamentos mesozoicos e cenozoicos, mais abruptos a leste, no Panamá, o que constitui traço característico do relevo centro-americano.
A vertente ocidental, com suas cadeias dobradas e antigos maciços cristalinos, cujas altitudes variam de 2 000 a 3 500 m, possui forma tabular, tanto nos altos como nos baixos planaltos, onde as erupções vulcànicas são frequentes desde o norte da Guatemala ao sul da Costa Rica. Uma série de elevações recentes, que encobrem as estruturas antigas, constitui uma linha continua, separada do oceano Pacífico por uma faixa de terra fértil, de origem vulcânica, e cortada por numerosos rios, com seus vales em gargantas e leitos estreitos. A costa atlântica caracteriza-se pelas baixadas litorâneas, onde existem diversas lagunas.

### Solos
Os solos das planícies úmidas do lado atlântico e o litoral panamenho do Pacífico possuem uma fertilidade superficial. As melhores terras agrícolas de toda a região são as áreas vulcânicas de El Salvador, Nicarágua e Guatemala, bem como as regiões de florestas dos planaltos da Costa Rica.

### Clima

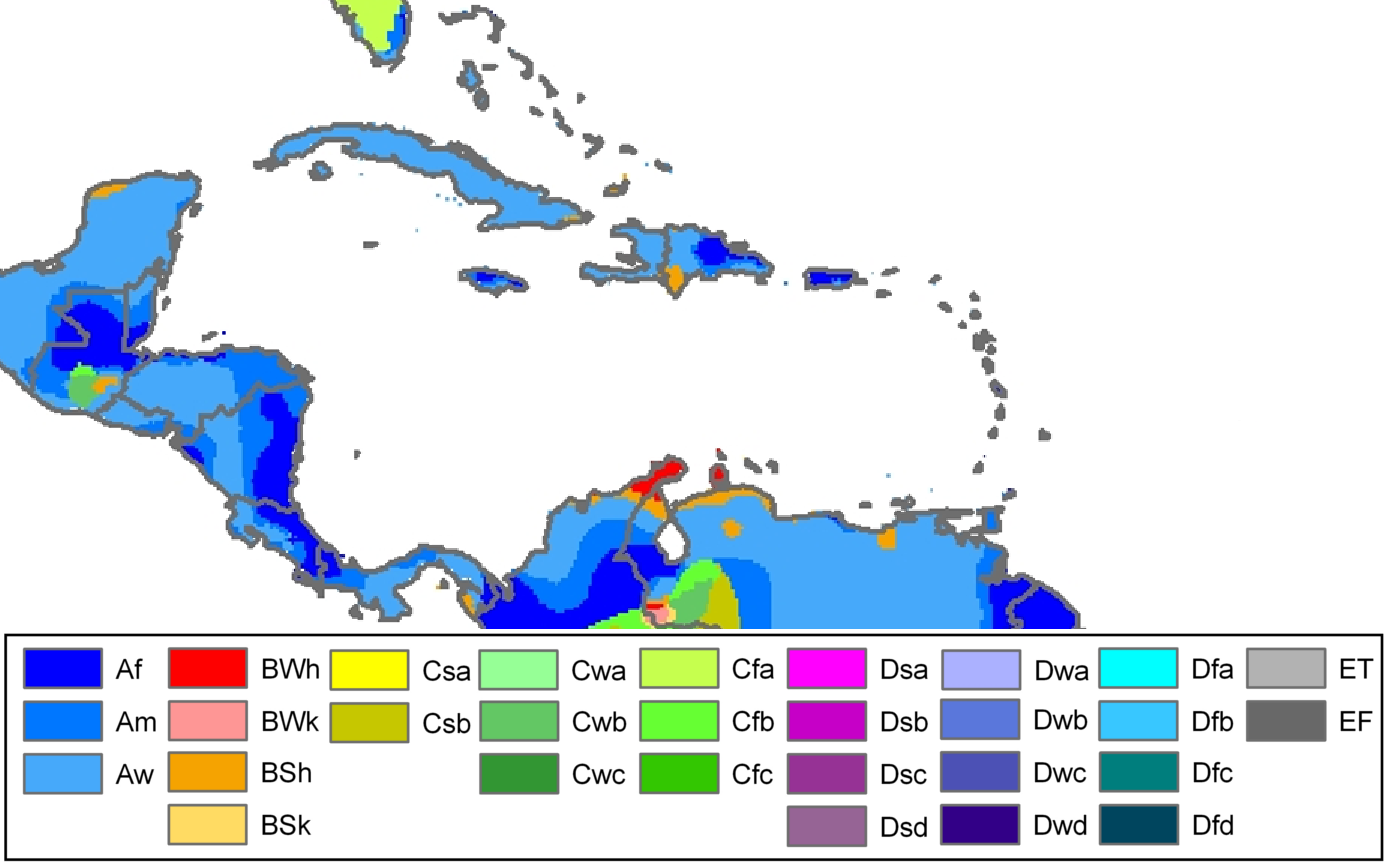
Mapa climático da América Central segundo a classificação climática de Köppen-Geiger.

As características climáticas da região são condicionadas pelas diferenças de altitudes, que vão desde o nível do mar até 4 110 m, no monte Tajumulco. A América Central apresenta quase todas as modalidades de clima tropical, com temperaturas elevadas e pluviosidade abundante no verão. Nas áreas mais elevadas, a temperatura média anual aproxima-se de 10 °C. Já nas regiões de altitude intermediária (1 000 a 1 800 m), as médias térmicas oscilam entre 18 e 23 °C, com precipitação pluviométrica mais intensa. Nas áreas situadas entre 600 e 1 000 m, o clima é de transição, entre o tropical e o subtropical. E nas terras baixas, a menos de 600 m, a temperatura média varia entre 23 e 26 °C, sendo as chuvas abundantes na vertente oriental e mais escassas na costa do Pacifico.

### Hidrografia

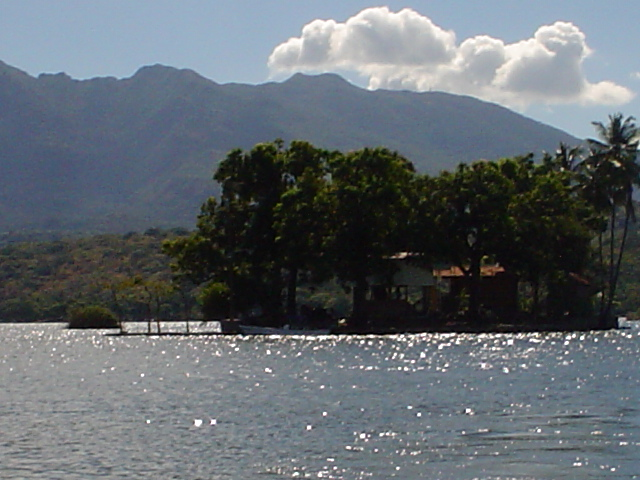
Lago Nicarágua, o maior da América Central.

A maior parte dos rios da região segue a direção oeste-leste, desaguando no mar das Antilhas; os mais extensos são o Motagua, Ulúa, Aguán, Patuca, Coco, Grande de Matagalpa, Escondido e San Juan. Dos que desembocam no Pacífico, destaca-se apenas o rio Lempa. O quadro hidrográfico da região é completado por uma série de lagos, como o Nicarágua, o Manágua e o de Izabal.

### Vegetação

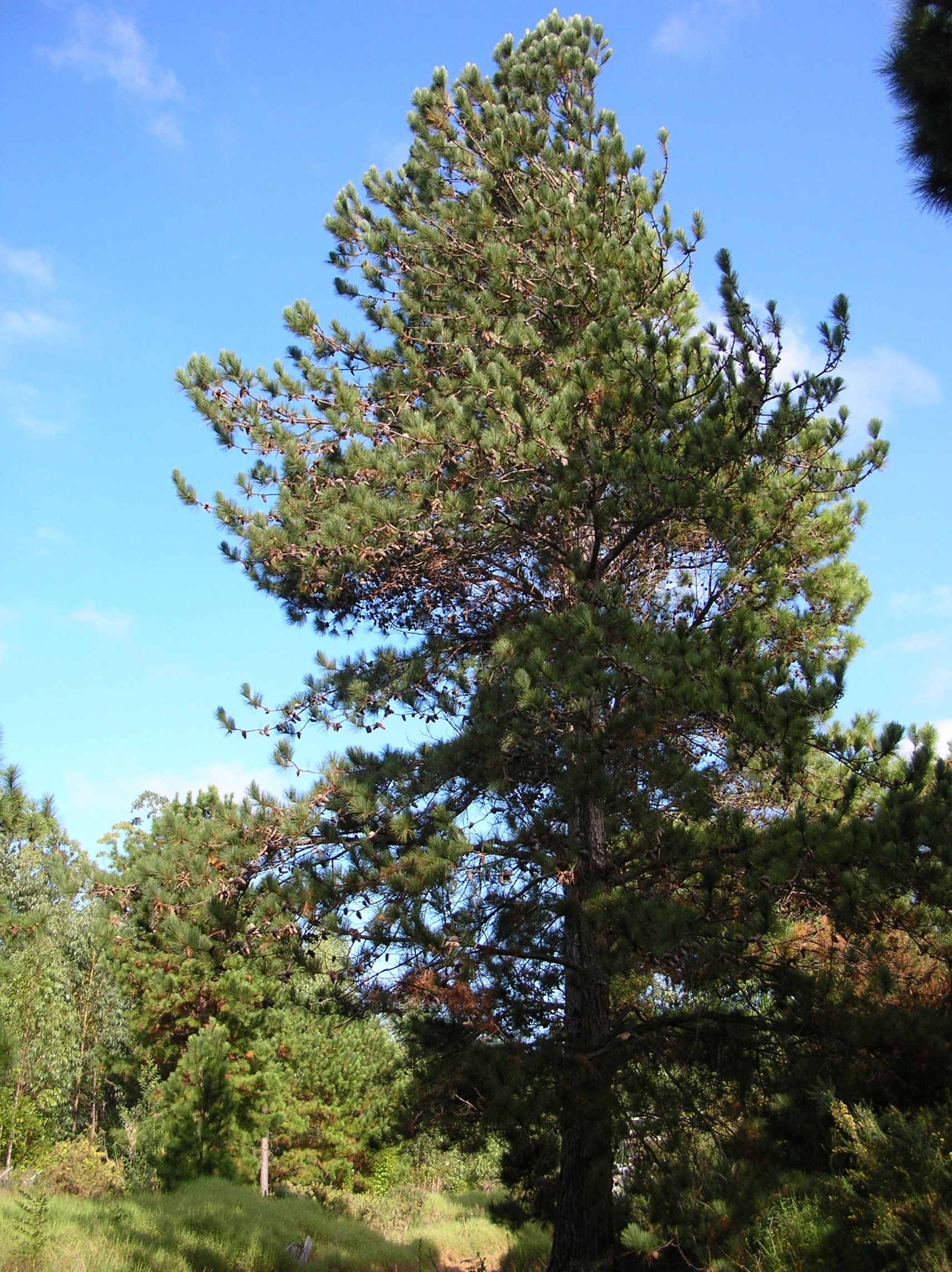
O Pinus oocarpa é a árvore-símbolo de Honduras.

Nas áreas montanhosas mais elevadas, além de uma vegetação herbácea gigante, dominam ciprestes, juníperos e pinheiros (araucária). A floresta subtropical, muito rica em formações arbóreas, onde predominam as lianas, bromeliáceas e orquideas, é típica das terras situadas a altitudes médias (1 000 a 1 800 m. Nas regiões de transição entre a floresta tropical e a subtropical crescem associações vegetais dos dois tipos, enquanto nos planaltos áridos da Guatemala, Honduras e El Salvador a cobertura florística compõe-se principalmente de arbustos raquíticos, plantas xerófitas e cactos. Finalmente, nas áreas localizadas abaixo de 600 m surgem as formações tropicais, ricas em palmáceas (especialmente a Attalea cohune), além do caucho (Castilloa elastica) e do acaju (Swietenia mahogany).

### Fauna

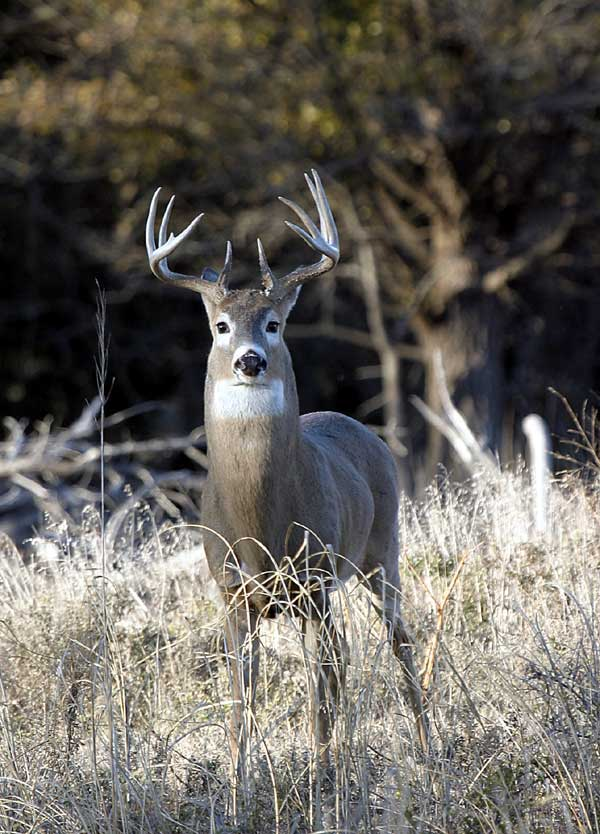
O cariacu é o animal-símbolo de Honduras.

No Grande Intercâmbio Americano, a fauna das Américas do Norte e do Sul migrou de um subcontinente para o outro, utilizando a América Central como passagem. As reservas faunisticas da região refletem uma situação transicional entre as faunas sul-americana (neotropical) e norte-americana (neo-ártica), sendo, porém, mais neotropical do que neo-ártica no que diz respeito aos vertebrados (exceto os répteis). As formas de transição entre os anfíbios envolvem numerosas famílias, muitas das quais se estendem para norte e sul da América Central. Ds répteis apresentam uma distribuição complexa, que inclui espécies e gêneros do norte e do sul e alguns endêmicos. Quanto à fauna ornitológica, é representada por grupos neo-árticos e neotropicais. No que se refere aos mamíferos encontram-se na América Central espécies comuns a todo o continente americano.

## Demografia
A população da América Central cresce rapidamente, apresentando uma taxa anual superior a 3,5%. Em 1970 e 1975, o índice de crescimento demográfico da região foi da ordem de 3,2%, devido à contínua queda das taxas de mortalidade e à manutenção dos elevados índices de natalidade.
A população centro-americana concentra-se principalmente nos vales e escarpas montanhosas que margeiam o Pacífico. Particularmente elevada é a densidade demográfica ao longo da cadeia de vulcões ativos e extintos que se estende através da porção central de El Salvador, nos planaltos da Guatemala, na planície em tornou de Manágua (Nicarágua), na Meseta Central (Costa Rica), próxima à Zona do Canal e em áreas de Honduras.

### Grupos étnicos

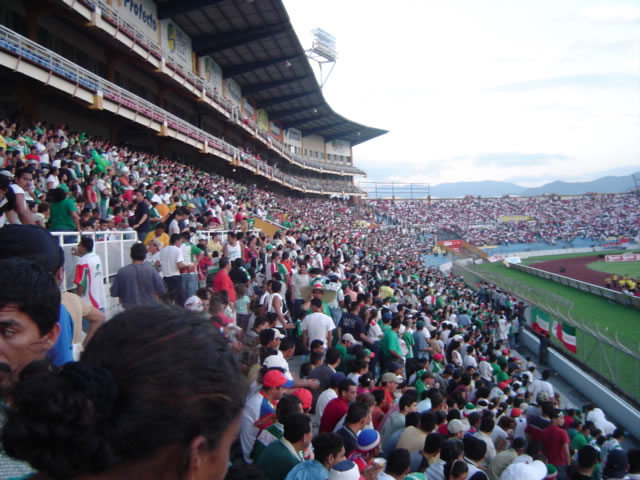
A maioria da população de Honduras é mestiça.

A composição racial da região é variada. A maioria dos habitantes da El Salvador, Honduras, Nicarágua, Panamá e Guatemala é constituída de mestiços (mistura de índio com branco), sendo reduzido o contingente branco. Os índios vivem atualmente em comunidades muito isoladas e das minorias, mas unicamente na Guatemala é um forte componente da população. Os negros e mulatos representam uma porcentagem da extensa e pouco habitada planície costeira atlântica de Honduras e Nicarágua - a chamada costa do Mosquito - e de Belize. O único país da América Central de população quase exclusivamente branca é Costa Rica.
| País                 | População  | Ameríndios | Brancos | Caboclos | Mulatos | Negros | Zambos | Asiáticos |
| Guatemala            | 14 202 000 | 53,0%      | 4,0%    | 42,0%    | 0,0%    | 0,0%   | 0,2%   | 0,8%      |
| Panamá               | 3 481 000  | 8,0%       | 10,0%   | 32,0%    | 27,0%   | 5,0%   | 14,0%  | 4,0%      |
| Haiti                | 10 111 000 | 0,0%       | 0,8%    | 0,0%     | 9,0%    | 90,0%  | 0,0%   | 0,2%      |
| Cuba                 | 11 204 000 | 0,0%       | 37,0%   | 0,0%     | 51,0%   | 11,0%  | 0,0%   | 1,0%      |
| Porto Rico           | 3 990 000  | 0,0%       | 74,8%   | 0,0%     | 10,0%   | 15,0%  | 0,0%   | 0,2%      |
| República Dominicana | 10 158 000 | 0,0%       | 7,7%    | 0,0%     | 14,6%   | 75,0%  | 2,3%   | 0,4%      |
| El Salvador          | 6 179 000  | 8,0%       | 1,0%    | 91,0%    | 0,0%    | 0,0%   | 0,0%   | 0,0%      |
| Honduras             | 7 541 000  | 7,7%       | 1,0%    | 85,6%    | 1,7%    | 0,0%   | 3,3%   | 0,7%      |
| Nicarágua            | 5 783 000  | 6,9%       | 14,0%   | 78,3%    | 0,0%    | 0,0%   | 0,6%   | 0,2%      |
| Costa Rica           | 4 610 000  | 0,8%       | 82,0%   | 15,0%    | 0,0%    | 0%     | 2,0%   | 0,2%      |

### Línguas

Idiomas falados na América Latina
Espanhol
Português
Francês

Além do espanhol, idioma oficial de vários países na América Central, outros idiomas também são falados, como o inglês em Belize, o neerlandês e o papiamento em Aruba, o francês no Haiti, além de outros numerosos dialetos que são falados na América Central. As duas famílias indígenas dominantes são: a macropenutiana, que abrange as línguas de origem maia, como o mame, chol, lacadon, itza, jacalteco, chuj, aguacateco, ixil, quiche, pokoman (na Guatemala), cholti e chorti (Guatemala e Honduras), achi e poton (em El Salvador) e o utoasteca, que inclui o pipil, alaguilac, micarao, bagas e sigua; e o macrochibcha, ao qual pertencem o grupo misumalpan (mosquitoan, sumoan e matagalpan), e o chibcha (ocidental e oriental).

### Religiões
A grande maioria da população filia-se ao catolicismo, herdado do colonizador espanhol, mas cada vez mais pessoas se unem às igrejas protestantes. Embora existam ainda grupos esparsos que conservam crenças nativas.
| Países      | % Católicos | % Protestantes | % Ateus | % Outras crenças |
| ----------- | ----------- | -------------- | ------- | ---------------- |
| Panamá      | 68          | 20             | 10      | 2                |
| Costa Rica  | 64          | 21             | 12      | 3                |
| Nicarágua   | 54          | 31             | 13      | 2                |
| Honduras    | 47          | 39             | 11      | 3                |
| Guatemala   | 46          | 36             | 15      | 3                |
| El Salvador | 46          | 26             | 25      | 3                |

## Economia

### Agricultura e pecuária

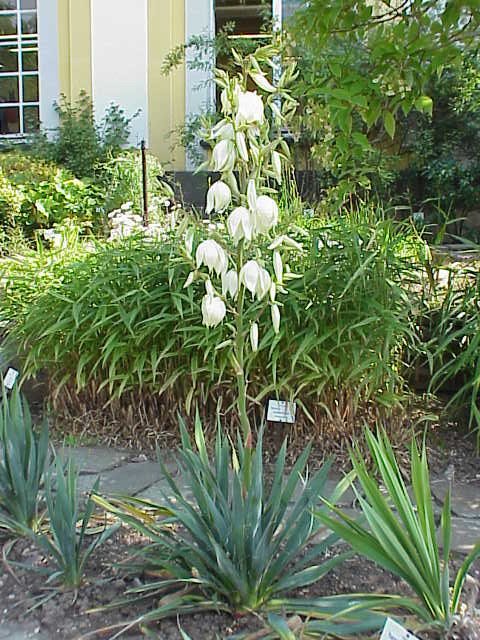
A iúca é uma planta nativa da América Central.

A agricultura de subsistência é a atividade predominante das populações centro-americanas, embora as culturas comerciais sejam de importância fundamental para as economias nacionais. Os principais produtos da agricultura de subsistência são o milho, feijão, abóbora, frutas, iúca e batata-doce. O café e a banana representam quatro quintos do total das exportações da região. O café é cultivado nas terras altas, especialmente nas escarpas guatemaltecas e salvadorenhas do Pacífico, no planalto central da Costa Rica e nas áreas elevadas ao norte e ao sul do lago Manágua. As maiores plantações de banana estendem-se pelas planícies tropicais tanto do Atlântico quanto do Pacífico. Outras culturas de exportação das planícies são: algodão, henequém (Agave rigida) abacá (ou cânhamo-de-manila), plantas oleaginosas, coco e cacau. A cana-de-açúcar é cultivada em escala considerável em diversas áreas da região, enquanto o fumo e o trigo são produzidos em pequenas quantidades. Nas porções setentrionais e centrais, tem certa importância econômica a criação de gado bovino; na vertente atlântica, de ovino; e de caprino, nas áreas mais elevadas.

### Mineração

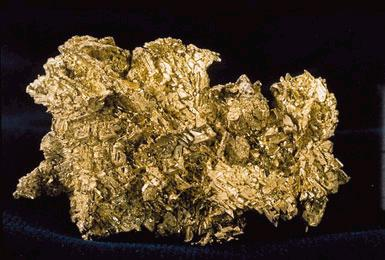
Pepita de ouro.

Os recursos minerais da América Central são relativamente modestos, embora a região produza ouro, prata, zinco, chumbo e alguns metais não ferrosos. O ouro, por exemplo, tem constituído uma importante fonte de renda para a Guatemala, onde o metal, geralmente encontrado em minério de quartzo, é produzido em Siuna, Pis Pis e outros lugares. El Salvador, Honduras e Costa Rica e Nicarágua também exploram aluviões e veios auríferos. A prata é minerada principalmente em Honduras e em menor escala na Guatemala, Nicarágua e El Salvador. A maior parte do zinco e do chumbo provém sobretudo das minas próximo a León na Nicarágua, mas Honduras e El Salvador são também pequenos produtores. A região é pobre em reservas de petróleo e carvão, o que obriga os países centro-americanos e despenderem somas substanciais com a importação de combustíveis.

### Extrativismo legal

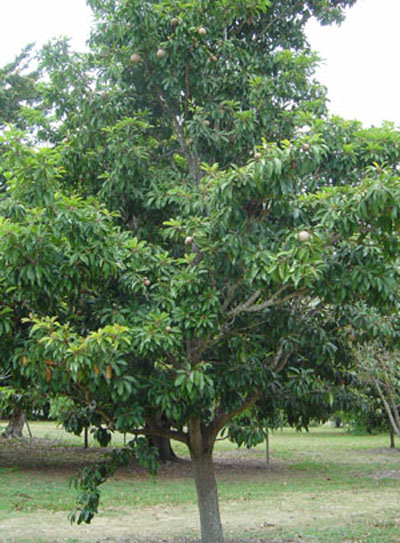
Manilkara zapota.

Com exceção de El Salvador, mais da metade do território de todos os países centro-americanos é coberta de florestas, sendo por isso, e amplos e variados os recursos extrativos da região. Madeiras (principalmente mogno, cedro espanhol e pau-campeche), gomas (notadamente o chicle), resinas, taninos e produtos medicinais são algumas das riquezas vegetais da América Central.

### Indústria
As atividades industriais da região restringem-se ao beneficiamento de produtos agrícolas para a exportação e a produção de bens de consumo e materiais de construção destinados ao uso doméstico. O beneficiamento de café, algodão e outras fibras têxteis, de couros e madeiras está ligado à economia de todos os países. Já a indústria de transformação é representada por fábricas de produtos alimentícios, bebidas, cigarros, tecidos, sapatos, produtos químicos e farmacêuticos.
O país mais industrializado da região é Nicarágua. As indústrias se concentram nas capitais, sendo o parque manufatureiro de Manágua o mais importante.

## Indicadores de desenvolvimento, pobreza e qualidade de vida
| Pais        | Desigualdade de renda Coef. Gini (2001-04) | Índice de Pobreza HPI-1 % (2013) | Desenv. Humano IDH (2015) | Desempenho Ambiental EPI (2008) | Qualidade de vida índice (2005) | Veículos automot. /1000 hab (2000-05)(3) | Usuários Internet /1000 hab (2005) | Telefones fixos /1000 hab (2005) | Telefones celulares /1000 hab (2005) | Cons. elect. per capita kilowatt-hr (2004) | Emissões per capita ton CO2 (2004) |
| ----------- | ------------------------------------------ | -------------------------------- | ------------------------- | ------------------------------- | ------------------------------- | ---------------------------------------- | ---------------------------------- | -------------------------------- | ------------------------------------ | ------------------------------------------ | ---------------------------------- |
| Belize      | N/D                                        | 39,3                             | 0,710 alto                | 71.7                            | N/D                             | 159                                      | 130                                | 114                              | 319                                  | 686                                        | 2,9                                |
| Costa Rica  | 49,8                                       | 20,7                             | 0,766 alto                | 90,5                            | 6,624                           | 193                                      | 254                                | 321                              | 254                                  | 1876                                       | 1,5                                |
| El Salvador | 52,4                                       | 36,5                             | 0,666 médio               | 77,2                            | 6,164                           | 64                                       | 93                                 | 141                              | 350                                  | 732                                        | 0,9                                |
| Guatemala   | 55,1                                       | 54,0                             | 0,627 médio               | 76,7                            | 5,321                           | 108                                      | 79                                 | 99                               | 358                                  | 532                                        | 1,0                                |
| Honduras    | 53,8                                       | 60,0                             | 0,606 médio               | 75,4                            | 5,250                           | 14                                       | 36                                 | 69                               | 178                                  | 730                                        | 1,1                                |
| Nicarágua   | 43,1                                       | 47,9                             | 0,632 médio               | 79,4                            | 6,563                           | 158                                      | 627                                | 543                              | 417                                  | 3525                                       | 1,7                                |
| Panamá      | 56.1                                       | 22,3                             | 0,780 alto                | 83,1                            | 6,361                           | 102                                      | 64                                 | 136                              | 418                                  | 1807                                       | 1,8                                |

- Nota (1): A cor laranja indica o pais com o melhor índice e a cor amarela denota o pais com o indicador mais baixo ou impacto ambiental maior